# Henry Coates
Henry Coates (Londres, 1880 - 1963) fou un compositor, organista i crític anglès.
Batxiller en Arts el 1902, el mateix any entrà de crític musical en el Weekly Disptach; l'any següent formà part de la redacció del Morning Leader i del Star; el 1908 crític musical del Evening News; el 1909 del Daily Chronicle i des del 1919 editor de Musician.
Estudià orgue sota la direcció d'Edwin Lemare i composició amb diversos mestres, sent més tard organista de diverses esglésies.
Se li deuen: obertures, una marxa simfònica, nocturns, suites, etc.,.